# Cham-Mwana
Les Cham-Mwana (ou Cham-Mwona) sont un peuple d'Afrique de l'Ouest établi au Nigeria, dans la vallée de la Gongola, principal affluent de la Bénoué.

## Culture
Peu nombreux, ils sont proches des Longuda et, comme eux, parlent une langue adamawa-oubanguienne. Les productions artistiques (céramique) de ces populations sont proches, souvent difficiles à distinguer.

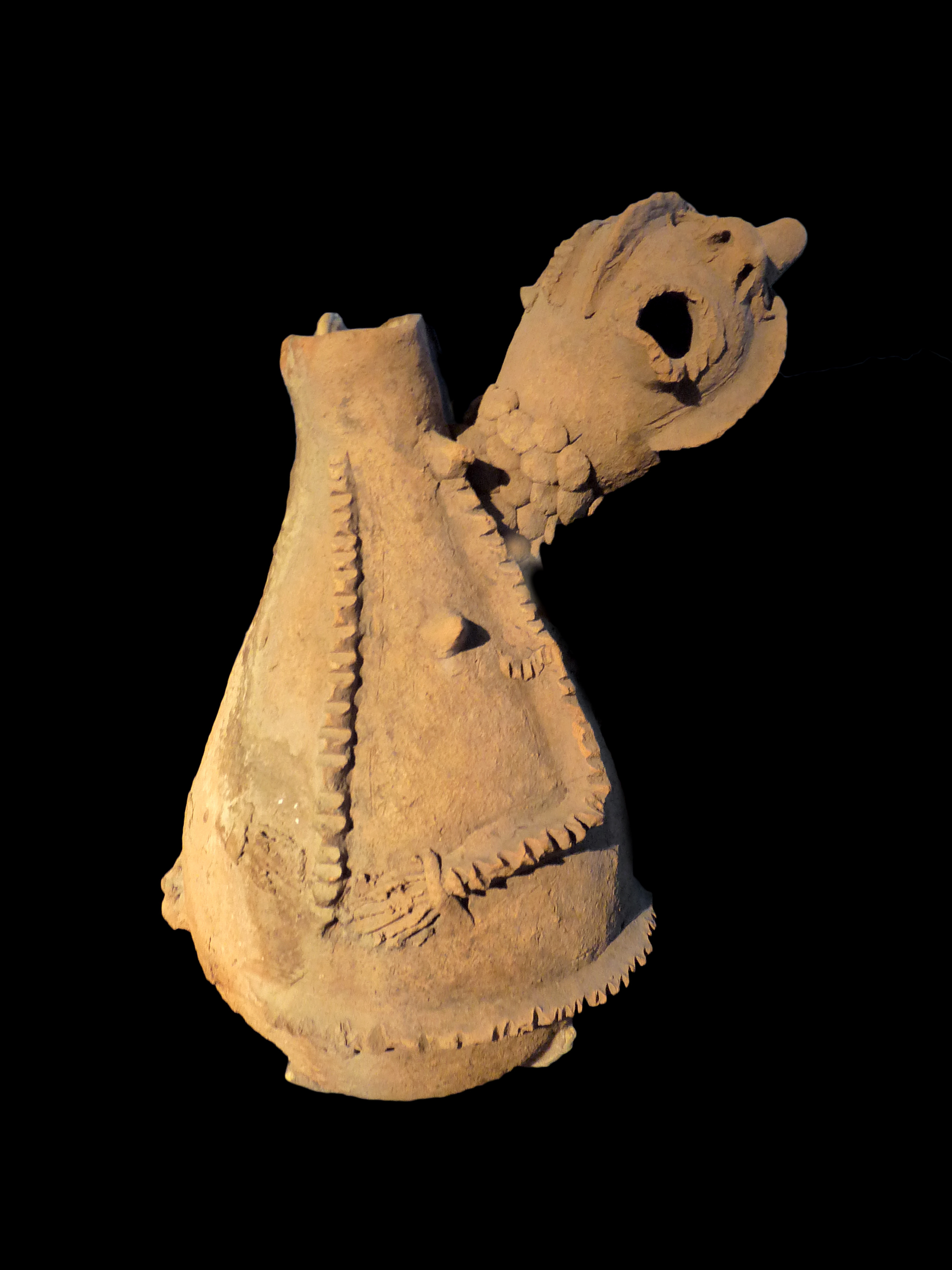
Récipient destiné à protéger les femmes enceintes[2].
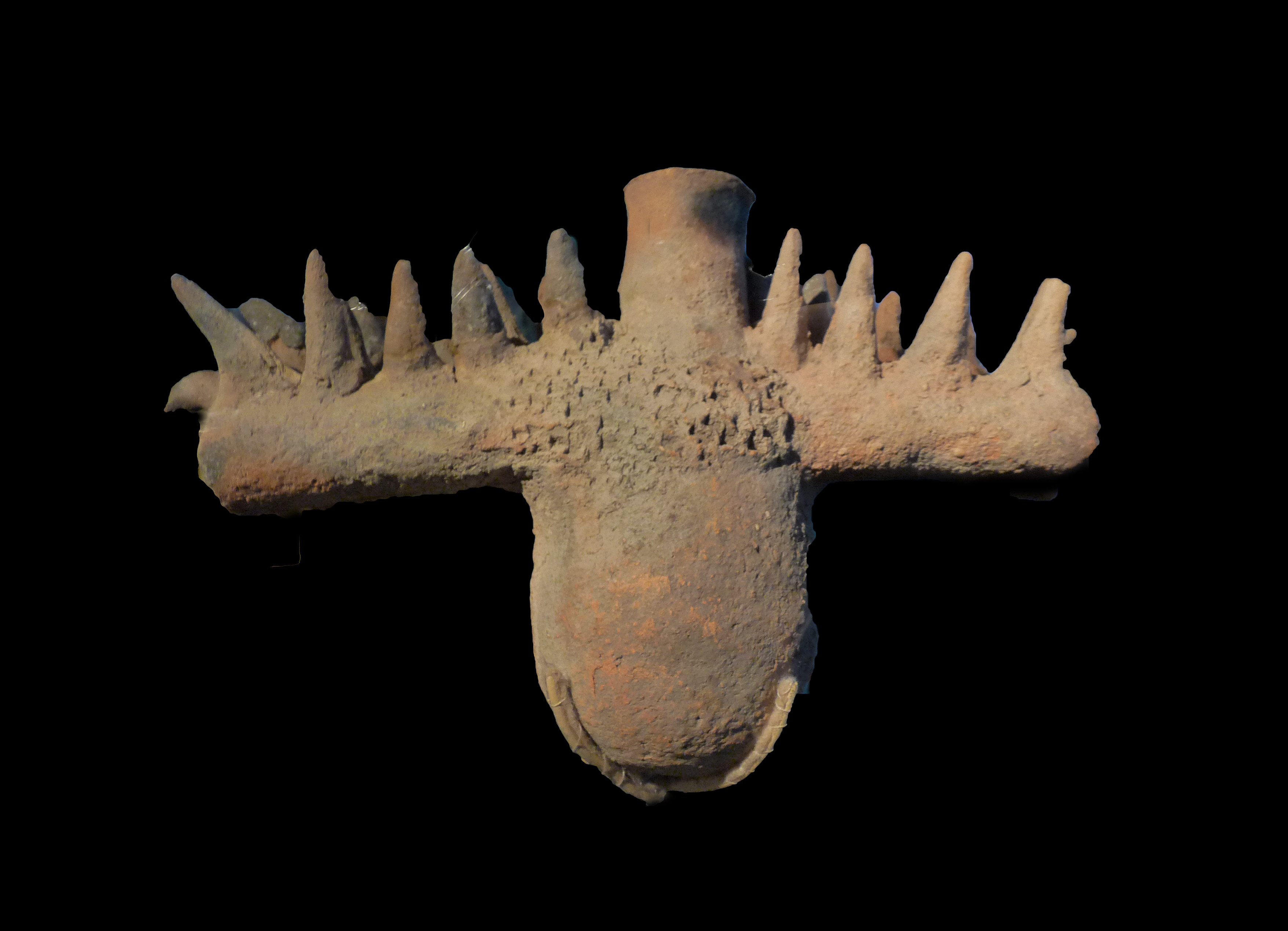
Récipient kulok-kulok destiné à guérir les maux de dos[2].
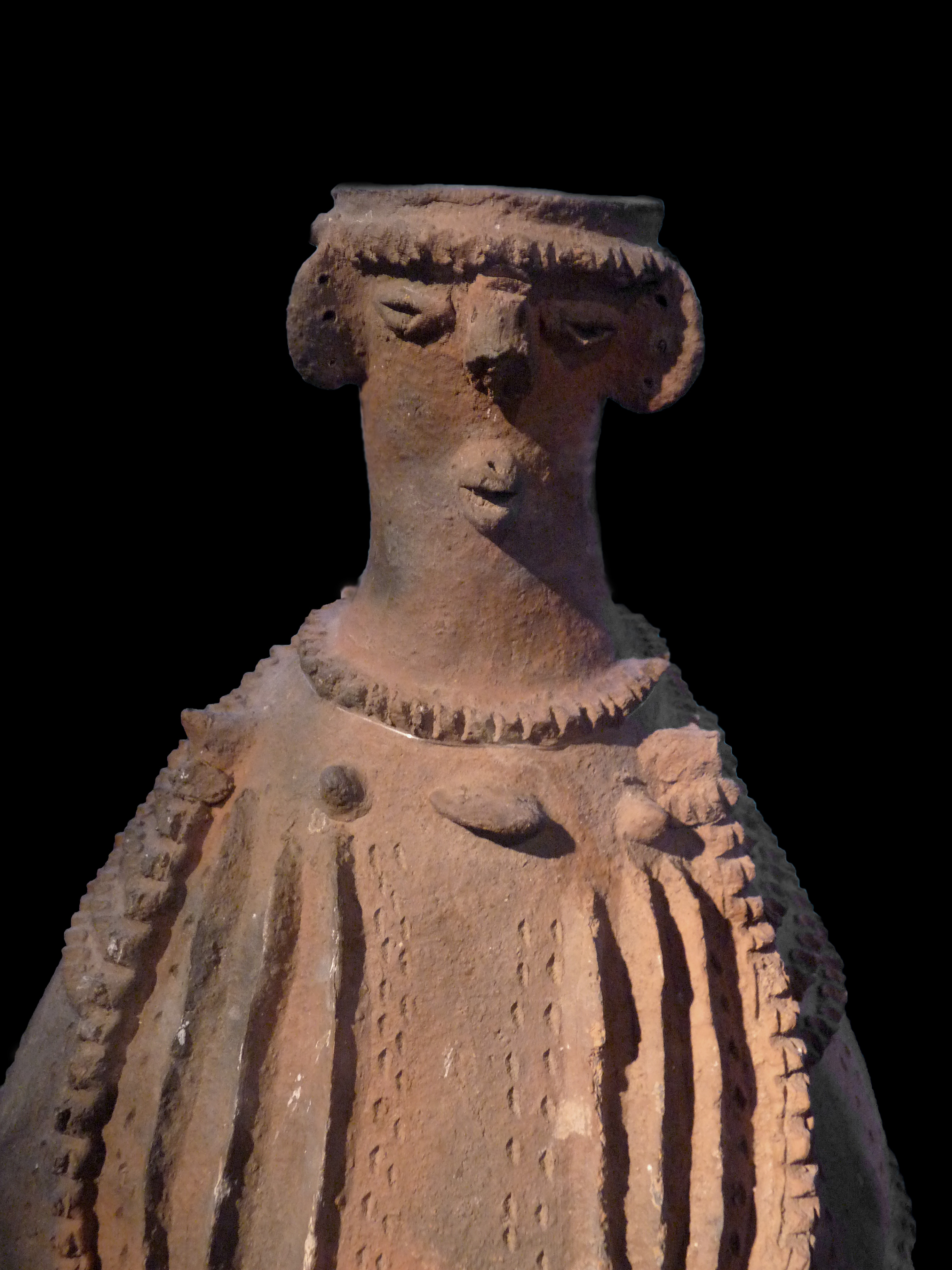
Récipient divinatoire féminin changdu[3].
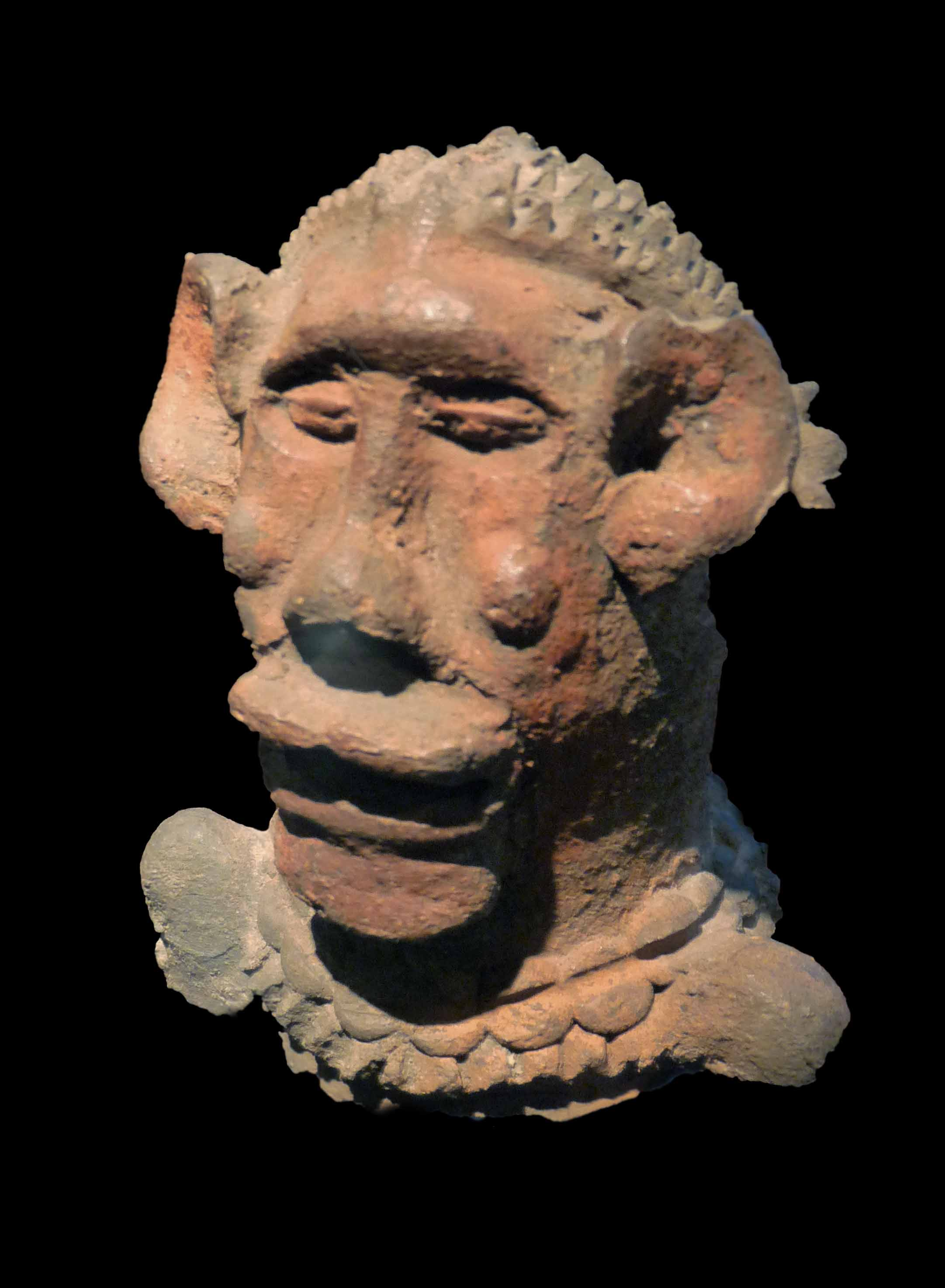
Fragment de tête Cham-Mwana ou Longuda[4].